# Rafael Hettsheimeir
Rafael Hettsheimeir, né le 16 juin 1986 à Araçatuba (Brésil), est un joueur brésilien de basket-ball qui évolue au poste de pivot.

## Biographie
Hettsheimeir est champion d'Espagne avec le Real Madrid en 2013. En août 2013, il rejoint l'Unicaja Málaga qui évolue en Liga ACB avec un contrat de deux ans.
Il retourne au Brésil un peu moins d'un an plus tard, en juillet 2014, où il signe un contrat d'un an avec Paschoalotta/Bauru, une équipe de première division.
Hettsheimeir remporte la Liga Sudamericana en 2014 et la FIBA Americas League en 2015.
En janvier 2017, Hettsheimeir signe un contrat avec le Baloncesto Fuenlabrada, club espagnol de première division.